# دیمیتری پولیاکوف
 دیمیتری پولیاکوف (انگلیسی: Dimitri Poliakov؛ زاده ۱۹ ژانویهٔ ۱۹۶۸) یک تنیس‌باز اهل اوکراین است.